# Сухадева
Сухадева (гінді सहदेव д/н — бл.1320) — самраат Кашмірської держави в 1301—1320 роках.

## Життєпис
Син самраата Лакшманадеви. 1301 року після вбивства брата Сімхадеви ревнивим аристократом Дар'я посів трон Кашміру.
Він був сильним правителем, але й непопулярним. Він обкладав податками більшість населення, навіть брахманів. Зрештою йому вдалося об'єднати під своїм контролем державу. Водночас вміло протистояв нападам делійського султана Алауддіна.
Одружився з Котою Рані, дочкою Рамачандри, головнокомандувача військом. Водночас вимушен був дозволити заселення пусток на півночі кланом чаків з племені дардів на чолі із Лашкаром. 1313 року призначив міністром мусульманина Шахміру зі Сваті.
1319 року до Кашміру вдерлися чагатайські війська на чолі із Зуль-Кадар-ханом (відомим як Дульча). Сухадева зазнав поразки й вимушен був тікати через розпорошеність військ та відсутності допомоги дамарів (феодалів). Знайшов спочатку порятунок в Кіштварі. Протягом 9 місяців чагатаї грабували кашмірців. Потім при перетині перевалі значна частина загарбників загинула.
Сухадева спробував повернутися до влади, але наштохнувся на протистояння дамарів та мусульман, вимушен був тікати до Ладакху, де помер близько 1320 року. Владу перебрала його дружина Котадева та її новий чоловік Рінчан.